# Les Franqueses del Vallès
Les Franqueses del Vallès és un municipi de la comarca del Vallès Oriental. Està ubicat al centre de la comarca i té una extensió de 29,1 quilòmetres quadrats. L'integren quatre pobles (les antigues parròquies de Corró d'Avall, Corró d'Amunt, Marata i Llerona) i un barri integrat a Corró d'Avall (Bellavista).

## Geografia
- Llista de topònims de les Franqueses del Vallès (Orografia: muntanyes, serres, collades, indrets..; hidrografia: rius, fonts...; edificis: cases, masies, esglésies, etc).

| Entitat de població | Habitants (2024) |
| Corró d'Avall       | 9.627            |
| Bellavista          | 8.919            |
| Llerona             | 1.511            |
| Corró d'Amunt       | 426              |
| Marata              | 184              |
| Font: Idescat       |                  |

El terme municipal limita al nord amb els municipis de La Garriga i Cànoves, a l'est amb els de Cardedeu i La Roca del Vallès, al sud amb el de Granollers i a l'oest amb els de Canovelles i L'Ametlla del Vallès. El municipi el conformen quatre pobles històrics amb identitat pròpia: Llerona, Marata, Corró d'Amunt i Corró d'Avall, esdevenint aquest darrer el més poblat i on el barri de Bellavista té un pes demogràfic important donada la seva peculiar situació a tocar de Granollers. Aquest darrer fet fa que de vegades aquest barri es consideri també un cinquè poble. Un altre error molt comú és anomenar genèricament les Franqueses al nucli urbà de Corró d'Avall.
La seva gran extensió, la seva estructura territorial i la seva proximitat amb la capital del Vallès Oriental fan de les Franqueses un municipi força variat amb un extrem sud amb gran densitat demogràfica (Corró d'Avall) i tota una zona nord eminentment rural amb gran presència de camps de conreu i de massa forestal. Tanmateix, la pressió urbanística dels darrers anys està canviant ràpidament la seva configuració als nuclis urbans com Corró d'Avall i Llerona i ha passat de ser un municipi amb poca població a ser el quart de la comarca en habitants per darrere de Granollers, Mollet del Vallès i Parets del Vallès. L'activitat industrial també ha esdevingut molt important, amb polígons com el del Pla de Llerona o el del Ramassar. Actualment també es projecten nous sectors d'indústria a la banda est del municipi, a tocar amb els termes municipals de Cardedeu i la Roca del Vallès.
| 1497 f | 1515 f | 1553 f | 1717 | 1787  | 1857  | 1877  | 1887  | 1900  | 1910  |
| ------ | ------ | ------ | ---- | ----- | ----- | ----- | ----- | ----- | ----- |
| 77     | 79     | 82     | 861  | 1.181 | 1.924 | 1.858 | 1.961 | 1.888 | 2.132 |

| 1920  | 1930  | 1940  | 1950  | 1960  | 1970  | 1981  | 1990   | 1992   | 1994   |
| ----- | ----- | ----- | ----- | ----- | ----- | ----- | ------ | ------ | ------ |
| 2.266 | 2.118 | 2.261 | 2.247 | 2.600 | 5.539 | 8.761 | 10.070 | 10.353 | 10.353 |

| 1996   | 1998   | 2000   | 2002   | 2004   | 2006   | 2008   | 2010   | 2012   | 2014   |
| ------ | ------ | ------ | ------ | ------ | ------ | ------ | ------ | ------ | ------ |
| 10.810 | 11.156 | 12.300 | 13.581 | 14.754 | 15.817 | 16.978 | 18.114 | 19.023 | 19.170 |

| 2016   | 2018   | 2020   | 2022   | 2024   | 2026 | 2028 | 2030 | 2032 | 2034 |
| ------ | ------ | ------ | ------ | ------ | ---- | ---- | ---- | ---- | ---- |
| 19.417 | 19.768 | 20.364 | 20.322 | 20.715 | -    | -    | -    | -    | -    |

## Història
Un dels assentaments humans més antics que s'han pogut localitzar és a Llerona, corresponents al Paleolític inferior i són els més antics de la comarca. Tanmateix, el testimoni documental més antic correspon a l'església de Llerona que data l'any 990 sota el nom de Laurona. Es creu que no gaire lluny d'aquest indret era on s'encunyava durant l'època ibèrica la moneda de la seca lauro i que es feia servir a bona part de la comarca.
L'any 1025, Berenguer Ramon I, comte de Barcelona, dona a la zona el privilegi de franqueses o territori franc, és a dir, que dona reconeixement als pobladors el lliure dret sobre béns i propietats i els eximeix de tota jurisdicció que no sigui la reial. Durant aquest període també existeixen altres franqueses com les del Llobregat, les del Penedès o les de Mallorca. El territori de les Franqueses del Vallès comprèn aleshores els quatre pobles actuals a més de Granollers, Palou, l'Ametlla del Vallès, la Garriga, Samalús, Martorelles, Santa Agnès de Malanyanes i la Roca del Vallès que a poc a poc es van anar independitzant. L'última d'aquestes segregacions va ser el 1922 quan el barri del Lledoner va passar a formar part de Granollers. Una llegenda explica que la concessió d'una franquesa per part de Berenguer Ramon I es va donar pel fet que la seva segona dona Guisla de Lluçà va trencar aigües mentre viatjava al seu pas per Corró d'Avall i van ser els habitants del barri de la Sagrera qui la van atendre en el part de l'infant Guillem I d'Osona. Els estudis apunten, però, que el motiu per donar a la zona una carta de franquesa era principalment promocionar aquests territoris per evitar el seu despoblament a causa de l'expansió i posterior colonització de la corona catalana cap al sud del Llobregat.
Al 1384 s'atorga a les Franqueses del Vallès el reconeixement de carrer de Barcelona per part de Pere el Cerimoniós. Aquest tipus de privilegi, a més de beneficiar la municipalitat, també beneficiava al regne, ja que normalment necessitava recursos per abastir la capital i els exèrcits, sobretot en una època de constants guerres. Tanmateix posteriorment el rei va vendre aquestes franqueses al noble Simó de Salzet per 1.600 florins. Aquesta venda va fer que els prohoms de les Franqueses protestessin i Pere III va decidir retornar el territori a la jurisdicció reial el 23 de desembre de 1385. A causa d'aquest reconeixement com a carrer de Barcelona tant a l'antic escut de les Franqueses com al nou escut figuren la creu de Sant Jordi i les quatre barres, símbol de la ciutat de Barcelona.
Durant la segona guerra dels remences, té lloc a Llerona el 24 de març de 1485 la batalla entre l'exèrcit del lloctinent de Ferran el Catòlic i Pere Joan Sala i el seu exèrcit remença de 400 pagesos que havien iniciat mesos abans la revolta.
El 1880 s'inaugura la línia carbonera de ferrocarril des de Sant Joan de les Abadesses fins a l'estació de Corró d'Avall. Des d'allà la línia enllaçava cap a Barcelona a través d'una via fins a Granollers Centre, avui eliminada per diferents motius. La companyia ferroviària havia de pagar un fort peatge a TBF, l'empresa propietària de la línia de França, per circular fins a la capital catalana. Per aquest motiu l'empresa del ferrocarril de Sant Joan va construir una nova línia des de Corró d'Avall cap a Canovelles fins a Montcada-Bifurcació enllaçant amb la línia de Ferrocarrils del Nord, inaugurada el 1886.
L'any 1912, gràcies a una donació feta per Joan Sanpera i Torras, marquès de les Franqueses, s'inaugura a Corró d'Avall l'actual edifici de l'Ajuntament i les antigues escoles, una obra d'estil modernista de l'arquitecte Albert Juan i Torner i principal monument del municipi. Entre els anys 1931 i 1934 el també arquitecte modernista Manuel Raspall construeix les escoles de Llerona i Marata. Durant els anys 60 del segle XX es desenvolupa el barri de Bellavista a causa el boom demogràfic i l'arribada massiva d'immigrants.
El 6 de desembre de 1979 es produeix a Corró d'Avall un dels pitjos accidents ferroviaris de la història de Catalunya en col·lidir frontalment dos trens a l'alçada de la plaça de l'Escorxador
Amb la recuperació de la democràcia, Ricard València i Schuster del PSC és escollit alcalde el 1979 i es comença el desenvolupament urbanístic de moltes zones del municipi així com la creació d'equipaments i serveis. El 1995, Francesc Torné i Ventura (CiU) guanya les eleccions municipals i esdevé alcalde. Durant aquest mandat el municipi experimenta un fort creixement urbanístic que fa incrementar en deu anys més d'un 33% la seva població amb fortes polèmiques i crítiques des de l'oposició per aquest fort creixement i l'endeutament municipal. El 2007 perd la majoria absoluta i pacta amb el PP per a poder fer govern. El 26 de març de 2008 Esteve Ribalta i Sánchez del PSC és investit nou alcalde en prosperar la moció de censura presentada conjuntament pels grups del PSC, ERC-EV i PP. Els resultats de les eleccions municipals de 2011 van deixar una composició consistorial que dificultava els pactes de govern (17 regidors de 8 partits diferents) però finalment Francesc Colomé i Tenas, cap de llista de CiU, va ser investit alcalde amb el suport del seu grup i de PSC, ERC, PP i UPLF, deixant a l'oposició CpF, Les Franqueses Imagina i PxC.

## Administració
| Període     | Alcalde o alcaldessa                              | Partit polític      | Data de possessió | Observacions |
| ----------- | ------------------------------------------------- | ------------------- | ----------------- | ------------ |
| 1979–1983   | Ricard València Schuster                          | Independents        | 19/04/1979        | --           |
| 1983–1987   | Ricard València Schuster                          | PSC                 | 28/05/1983        | --           |
| 1987–1991   | Ricard València Schuster                          | PSC                 | 30/06/1987        | --           |
| 1991–1995   | Ricard València Schuster                          | PSC                 | 15/06/1991        | --           |
| 1995–1999   | Francesc Torné Ventura                            | CIU                 | 17/06/1995        | --           |
| 1999–2003   | Francesc Torné Ventura                            | CIU                 | 03/07/1999        | --           |
| 2003–2007   | Francesc Torné Ventura                            | CIU                 | 14/06/2003        | --           |
| 2007–2011   | Francesc Torné Ventura / Esteve Ribalta i Sánchez | CIU / PSC           | 16/06/2007        | --           |
| 2011–2015   | Francesc Colomé Tenas                             | CIU                 | 11/06/2011        | --           |
| 2015–2019   | Francesc Colomé Tenas                             | CIU                 | 13/06/2015        | --           |
| 2019-2023   | Francesc Colomé Tenas                             | Junts per Catalunya | 15/06/2019        | --           |
| Des de 2023 | Juan Antonio Corchado Ponce                       | PSC                 | 17/06/2023        | --           |

A banda de la gestió executiva i administrativa de l'Ajuntament, Llerona i Corró d'Amunt compten cadascun amb un organisme descentralitzat anomenat consell de poble. Aquests òrgans estan dirigits per una junta formada per tres regidors del consistori, en funció del percentatge de vots trets en els col·legis electorals d'aquests pobles en les eleccions municipals, i per representants de les diferents entitats del poble. Els consells de poble tenen caràcter consultiu i periòdicament convoquen assemblees per informar de les actuacions municipals i recollir suggeriments. La junta del Centre Cultural de Marata també actua amb funcions de representació veïnal.
Un altre òrgan consultiu és el Consell de la Pagesia, que té com a objectiu la promoció i millora del sector agrícola del municipi. Està format per un regidor de cada formació política i membres dels sindicats agrícoles, de les associacions de regants, dels consells de poble i representants veïnals.

### Llista d'alcaldes de les Franqueses del Vallès
A continuació hi ha la llista dels alcaldes durant els segles XX i XXI amb els seus mandats corresponents:
- Pere Font i Monells (1899 - 1902)
- Valerià Roca i Espina (1902 - 1903)
- Evarist Ballús i Grau (1903 - 1909)
- Antic Barnils i Ambrís (1909 - 1920)
- Miquel Figueras i Ballús (1920 - 1923)
- Lluís Ventura i Rocarias (1923 - 1924)
- Antoni Iglesias i Ganduxé (1924 - 1930)
- Josep Rovira de Villar i Viver (1930 - 1931)
- Marià Màrgens i Gibert (1931 - 1934)
- Josep Corbera i Pagès (1934 - 1936)
- Francesc Montserrat i Fontcuberta (1936 - 1939)
- Josep Maria Rovira de Villar i Dachs (1939 - 1943)
- Martí Ribas i Mateu (1943 - 1946)
- Joan Lloberas i Viaplana (1946 - 1950)
- Ramon Rof i Pou (1950 - 1954)
- Josep Torner i Aymerich (1954 - 1967)
- Lluís Rams i Ventura (1967 - 1975)
- Jaume Travé i Quintana (1975 - 1979)
- Ricard València i Schuster (1979 - 1995)
- Francesc Torné i Ventura (1995 - 2008)
- Esteve Ribalta i Sánchez (2008 - 2011)
- Francesc Colomé i Tenas (2011 - 2023)
- Juan Antonio Corchado Ponce (2023 -)

## Llocs d'interès

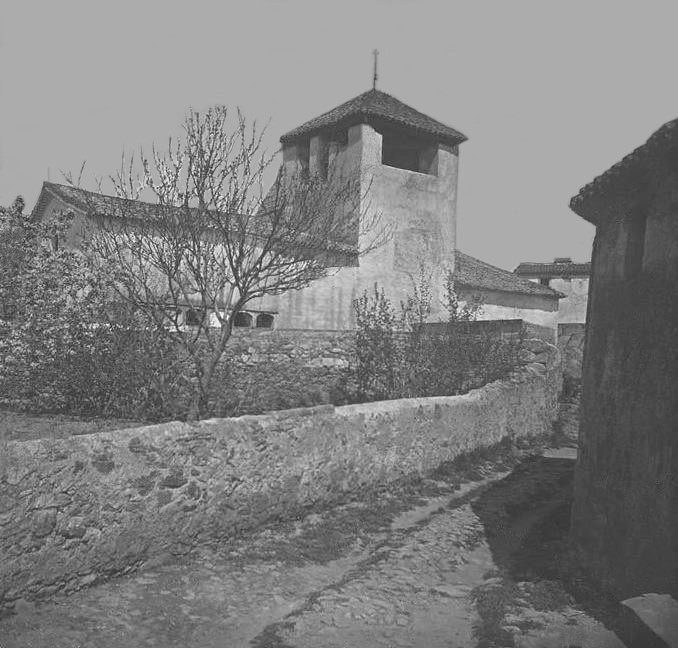
Església de Santa Eulàlia de Corró d'Avall el 1924.

### Corró d'Avall
- Edifici de l'Ajuntament i de les antigues escoles (monument nacional)[7] obra de l'arquitecte modernista Albert Juan i Torner.
- Antic Escorxador (actual Escola Municipal de Música)
- Església de Santa Eulàlia
- Can Ribas (actual Centre de Recursos Agraris)
- Can Font (actual Centre de Noves Tecnologies i Art)
- Can Ganduxé (actual Centre Cultural)
- Font de Santa Eulàlia
- Plaça de la Sagrera (portalada de l'antiga església de Santa Eulàlia)

### Llerona
- Església de Santa Maria de Llerona
- Antiga escola (actual seu del Consell de Poble), obra de Joaquim Raspall
- Antic Molí d'en Bou
- Capella de Santa Digna
- Capella de Sant Iscle i Santa Victòria

### Corró d'Amunt
- Església de Sant Mamet de Corró d'Amunt i rectorat
- Antiga escola (actual seu del Consell de Poble)
- Capella de la Mare de Déu del Pla
- Safareig de Can Bruguera

### Marata
- La Torre de Seva
- Església de Santa Coloma de Marata
- Antiga escola, obra de Joaquim Raspall
- Casal del Centre Cultural

## Escoles i Instituts
- Escola Guerau de Liost
- Escola Bellavista-Joan Camps  Arxivat 2017-10-22 a Wayback Machine.
- Escola Camins
- Escola Joan Sanpera i Torras
- Escola Colors
- Institut Lauro
- Institut Til·ler

## Festes i esdeveniments
- Ball de l'Espolsada: es balla durant les Festes Majors de Corró d'Avall i Marata. És un ball que té una llarga història i que només es conserva viu en aquestes dos pobles.
- Cursa Popular de Bellavista: se celebra entre els mesos de juny i juliol. Organitzada per l'Associació Esportiva Grup Fondistes de Bellavista des de fa més de quinze anys. És una de les curses de fons més participatives de la comarca.
- Festa de la Primavera de Bellavista: se celebra entre els mesos de maig i juny. Festa organitzada per l'Associació Històric-cultural de Bellavista. Es fan tallers, ball, concerts, arrossada, botifarrada, espectacles infantils, demostracions, desfilades...
- Festa de les Golfes: se celebra al mes d'octubre a la plaça del Centre Cultural de Bellavista. Es fan jocs de taula d'arreu del món, tallers de trenes, henna, màscares africanes, collarets i polseres, inflables per als més petits, degustació de pastes i te, i concert.
- Festa Major d'estiu de Bellavista: se celebra el primer divendres del mes de juliol. Organitzada per la Comissió de la Festa Major de Bellavista. Actes: cercavila, havaneres, diables, correaigua, castell de focs, balls, concerts, torneig de futbol sala, torneig d'escacs, animació infantil, trobada de puntaires, partit de futbol de veterans, desfilada de vestits de paper, paellada, espectacle varietats...
- Festa Major d'estiu de Corró d'Amunt: se celebra el primer cap de setmana d'agost. Organitzada pel Consell del Poble de Corró d'Amunt, l'Associació de Veïns de Sant Mamet, el Club Petanca Corró d'Amunt i el Grup de Teatre Boina. Actes: botifarrada, teatre, petanca, espectacle infantil, ball, trial, inflables, partit de futbol entre solters i casats, mostra gastronòmica, havaneres...
- Festa Major d'estiu de Corró d'Avall: se celebra el tercer dilluns del mes de setembre. Organitzada per la Comissió de Festa Major. En els darrers anys una comissió organitzadora renovada ha donat un nou impuls a la festa, amb l'ànim d'actualitzar-la, d'acord amb els nous temps i de potenciar-la com a element identitari del poble de Corró d'Avall.
- Festa Major d'estiu de Llerona: se celebra el 8 de setembre. Organitzada per Festes Laurona. Actes: autocròs, petanca, jocs infantils, misses, sopar i ball de festa major, escacs, sardanes, espectacle infantil, teatre, motocròs, havaneres...
- Festa Major d'estiu de Marata: se celebra l'últim cap de setmana de juliol. Organitzada pel Centre Cultural de Marata. Actes: aperitiu esportiu, concert, teatre, vermut, cros popular, concurs de pintura, jocs infantils, nit de ball, ball de l'Espolsada, sardanes...
- Fira comercial: organitzada per l'Associació de Botiguers, Comerciants i Professionals de les Franqueses, la Fira Comercial mostra per mitjà d'estands els diferents sectors comercials del municipi. La carpa s'instal·la al davant del Centre de Recursos Agraris (Masia Can Ribas, Camí antic de Vic, 10) durant tot un cap de setmana de mitjans del mes de desembre, al costat de la Fira Mercat de Nadal que organitza l'Ajuntament.
- Fira de Sant Ponç: se celebra a Corró d'Avall durant el mes de maig. Parades d'artesania i productes gastronòmics, exposicions, ludoteca, concerts... Organitzada per l'Associació Cívica i Cultural de Corró d'Avall amb la col·laboració del Patronat Municipal de Cultura.
- Fira Mercat de Nadal: se celebra el cap de setmana anterior a Nadal a Corró d'Avall, al davant del Centre de Recursos Agraris (Masia Can Ribas, Camí antic de Vic, 10), a mitjans del mes de desembre, amb l'objectiu de promocionar l'activitat comercial i econòmica del municipi. Exposició d'animals de granja, zona d'esbarjo per als més petits, demostracions d'antics oficis, parades de productes relacionats amb el Nadal.
- Festa de la mongeta del ganxet: de promoció d'aquest producte local de gran qualitat. El darrer diumenge de novembre a Llerona (a l'entorn de l'antiga escola de Llerona, ara seu del Consell de poble de Llerona (Camí de Can Toni, s/n)).
- Mitja Marató Granollers-Les Franqueses-La Garriga-Granollers: cursa de fons de 21,092 km de distància una part del recorregut de la qual discorre pel nostre municipi. Se celebra entre els mesos de gener i febrer i és una de les curses d'aquest estil més participatives de Catalunya.
- Trofeu BTT Corró d'Amunt: se celebra al mes d'abril. Prova organitzada pel Club Ciclista Corró d'Amunt. És l'única prova de les comarques de Barcelona que puntua a la Copa Catalana Internacional de bicicletes tot terreny. Discorre per terrenys de Corró d'Amunt.

## Persones il·lustres
- Sergi Barjuan, exfutbolista.
- Joan Sanpera i Torras, mecenes i comerciant.
- Berenguer Ramon I, comte a qui van atorgar els privilegis anomenats "franquesins".